# Calyptrophora juliae
Calyptrophora juliae är en korallart som beskrevs av Bayer 1952. Calyptrophora juliae ingår i släktet Calyptrophora och familjen Primnoidae. Inga underarter finns listade i Catalogue of Life.